# Горохова, Елена Константиновна
Еле́на Константи́новна Горо́хова (19 февраля 1933, Ленинград — 15 января 2014, Санкт-Петербург) — русская и советская художница, живописец, член Санкт-Петербургского Союза художников (до 1992 года — Ленинградской организации Союза художников РСФСР).

## Биография
Елена Константиновна Горохова родилась 19 февраля 1933 года в Ленинграде. Окончила Среднюю художественную школу. В 1951 поступила на отделение живописи Ленинградского института живописи, скульптуры и архитектуры имени И. Е. Репина. Занималась у Владимира Горба, Семёна Абугова. В 1957 окончила институт по мастерской профессора Иосифа Серебряного с присвоением квалификации художника живописи. Дипломная работа — картина «Набат» (Научно-исследовательский музей Российской Академии художеств, Санкт-Петербург).
Участвовала в выставках с 1958 года, экспонируя свои работы вместе с произведениями ведущих мастеров изобразительного искусства Ленинграда. Писала жанровые и сочинённые композиции, пейзажи, натюрморты. Работала в технике масляной и темперной живописи, акварели. В 1960 была принята в члены Ленинградского Союза художников. Темы и герои произведений Гороховой навеяны мотивами фольклора и сюжетами русских народных сказок и преданий. Образы исполнены иносказаний и символики. Живопись декоративна, с характерной чёткостью силуэта, локальным цветом, условной композицией и конструктивным рисунком. Колорит декоративно-плоскостный, часто с преобладанием холодных зелёных и синих тонов, пронизывающих и объединяющих живописную ткань и усиливающих сказочное, порой мистическое звучание образа.
Среди произведений, созданных Гороховой, картины «Подруги» (1958), «Иней», «Прощание» (обе 1960), «Булочница», «Зима в Переславле-Залесском» (обе 1961), «Натюрморт» (1965), «Линда» (1973), «Уборщица» (1974), «По воду», «Утро после снегопада», «Балерина», «Лисичка» (все 1975), «Царевна-лебедь», «Сказочные мотивы» (обе 1976), «Перо Жар-птицы», «Белая лошадь» (обе 1979), «Дебют» (1980), «Печка» (1988), «Булочница» (1997) и другие.
Произведения Елены Константиновны Гороховой находятся в музеях и частных собраниях в России, Великобритании, Финляндии, Германии и других странах.

## Выставки
- 1957 год (Москва): Всесоюзная художественная выставка, посвященная 40-летию Великой Октябрьской социалистической революции.
- 1958 год (Москва): Всесоюзная художественная выставка "40 лет ВЛКСМ".
- 1958 год (Москва): Всесоюзная выставка дипломных работ студентов художественных вузов СССР выпуска 1957 и 1958  годов", с участием Златы Бызовой, Ивана Варичева, Елены Гороховой, Владимира Прошкина, Олега Еремеева, Владимира Малевского, Валентины Монаховой, Галины Румянцевой, Ильи Глазунова, Дмитрия Обозненко и других молодых художников.
- 1958 год (Ленинград): Осенняя выставка произведений ленинградских художников.
- 1960 год (Ленинград): Выставка произведений художников – женщин Ленинграда в ознаменование 50-летия Международного женского дня 8 Марта , с участием Евгении Антиповой, Таисии Афониной, Евгении Байковой, Ирины Балдиной, Златы Бызовой, Нины Веселовой, Елены Гороховой, Марии Зубреевой, Марина Козловской, Татьяны Копниной, Майи Копытцевой, Елены Костенко, Валерии Лариной, Марии Рудницкой, Елены Скуинь, Надежды Штейнмиллер и других.
- 1960 год (Ленинград): Выставка произведений ленинградских художников.
- 1961 год (Ленинград): «Выставка произведений ленинградских художников» открылась в залах Государственного Русского музея.
- 1973 год (Ленинград): Наш современник. Третья выставка произведений ленинградских художников.
- 1975 год (Ленинград): Наш современник. Зональная выставка произведений ленинградских художников.
- 1980 год (Ленинград): Выставка произведений семи ленинградских художников, с участием Елены Гороховой, Петра Литвинского, Владимира Максимихина, Ростислава Пинкавы, Тамары Полосатовой, Юрия Шаблыкина, Александра Столбова.
- 1980 год (Ленинград): Зональная выставка произведений ленинградских художников.
- 1988 год (Ленинград): Выставка произведений живописи художников Российской Федерации "Интерьер и натюрморт".
- 1997 год (Петербург): Связь времён. 1932-1997. Художники - члены Санкт-Петербургского Союза художников России .